# Koezio
 (avril 2025).
 (avril 2025).
Si vous disposez d'ouvrages ou d'articles de référence ou si vous connaissez des sites web de qualité traitant du thème abordé ici, merci de compléter l'article en donnant les références utiles à sa vérifiabilité et en les liant à la section « Notes et références ».
Koezio, anciennement InQuest, est un parc d'aventure, créé en 2006 à Villeneuve-d'Ascq, dans le Nord, par Bertrand Delgrange. Un second parc a ouvert ses portes le 29 mai 2013 à Lieusaint en Seine-et-Marne. 
En 2016, Koezio ouvre deux nouveaux parc, l'un à Cergy, dans le Val-d'Oise et l'autre à Bruxelles (Belgique). En 2019, le groupe ouvre un nouveau parc dans la région lyonnaise, à Saint-Priest.
Dans un parc de 6 000 m2 en intérieur, les joueurs doivent traverser cinq mondes en équipe de deux à cinq joueurs, et réussir des épreuves collectives d’action et de réflexion afin de récolter un maximum d'indices et résoudre une énigme finale.
La société exploitante porte le nom d'IQ Concept.

## Histoire

### Principe
L'idée de créer Koezio tient dans la volonté de proposer une nouvelle forme de loisir urbain différent des parcs existants sur le marché,.
C'est ainsi que Koezio, initialement nommé InQuest, voit le jour à Villeneuve d'Ascq en octobre 2006 soutenu par le fonds familial d'investissement Geophyle créé par Michel Leclercq, fondateur du groupe Oxylane/Décathlon.
Le principe est de devenir « agent spécial » et réussir une « mission de cohésion » en équipe à travers plusieurs mondes.
Koezio Villeneuve d'Ascq attire plus de 100 000 visiteurs par an depuis son ouverture (grand public et professionnels dans le cadre de Team building notamment) et emploie une trentaine de personnes. 
En 2013, un nouveau parc Koezio s'installe dans le centre commercial Carré Sénart à Lieusaint en Seine-et-Marne avant de poursuivre son expansion dans d'autres villes de France et d'Europe à l'horizon 2014/2017. 
Le 20 octobre 2016, Koezio ouvre un nouveau parc à Bruxelles au Docks Bruxsel.

### Le fondateur
Avant de se lancer dans la création de Koezio, Bertrand Delgrange, avait lancé What's up en 1997, une des plus grandes salles d'escalade d'Europe et une des toutes premières en France, située dans la proche banlieue de Lille.  

## Le parc d'attractions
À travers deux missions aux thématiques différentes, les agents spéciaux doivent récupérer des indices, marquer un maximum de points et résoudre une énigme finale.

## Chiffres clés
- Structure de plus de 6 000 m2 sur 25 mètres de hauteur
- 2 heures de mission
- en équipe de 2 à 5 joueurs
- 111 000 visiteurs chaque année par parc[13]
- 30 salariés par parc[13]
- 3,5 millions d'euros d'investissement par parc (hors immobilier)[14]